# Kirkop
Kirkop (officiële naam Ħal Kirkop; ook wel Casal Chircop genoemd) is een plaats en gemeente in het zuiden van Malta met een inwoneraantal van 2183 (november 2005).
De kerk van het dorp is gewijd aan Leonardus. De jaarlijkse festa ter ere van deze beschermheilige wordt gevierd op de derde zondag van september. Daarnaast wordt een tweede dorpsfeest gehouden ter ere van Jozef van Nazareth; dit feest vindt plaats op de tweede zondag van juli.